# Donnie Wahlberg

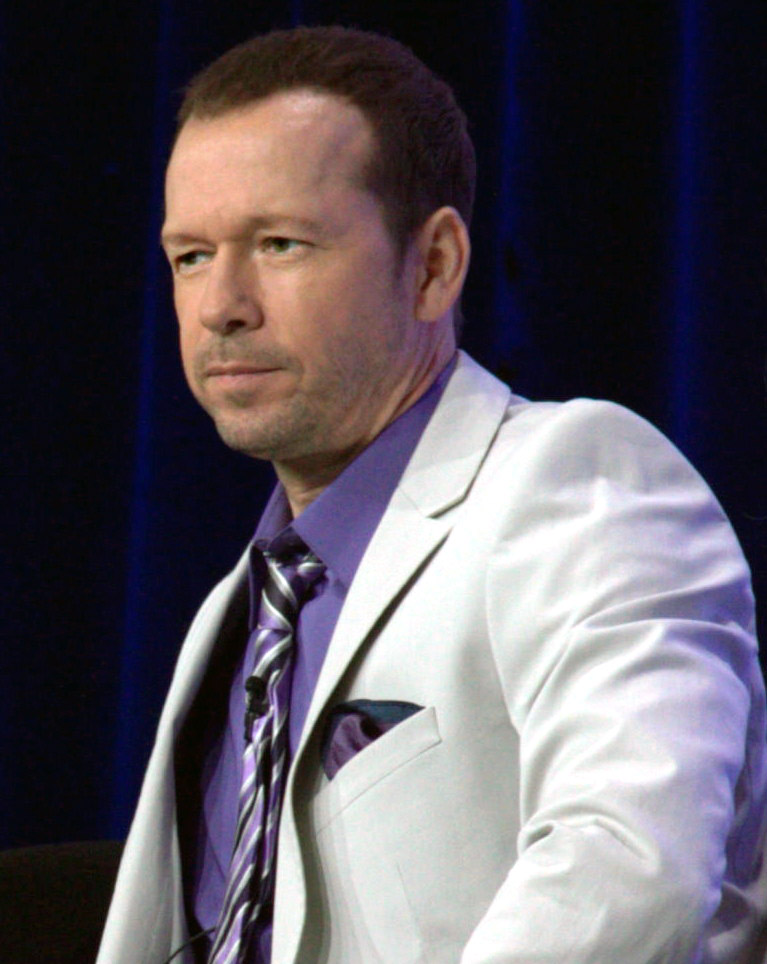
Donnie Wahlberg (2010)

Donald Edmond „Donnie“ Wahlberg (* 17. August 1969 in Boston, Massachusetts) ist ein US-amerikanischer Sänger, Schauspieler und Produzent. Bekannt wurde er als Mitglied der Teenieband New Kids on the Block, die Ende der 1980er und Anfang der 1990er Jahre sehr erfolgreich war und 2008 auf Wahlbergs Initiative hin ins Musikgeschäft zurückkehrte.
Der Durchbruch als Schauspieler gelang Wahlberg in der Rolle des seelisch kranken Patienten Vincent Grey in M. Night Shyamalans Psycho-Thriller The Sixth Sense (1999). Donnie Wahlberg ist der ältere Bruder des Schauspielers Mark Wahlberg.

## Werdegang

### Frühe Jugend
Der Sohn des Lieferanten Donald E. Wahlberg Sr. († 2008) und der Bankangestellten und Krankenschwester Alma Elaine Donnelly wurde 1969 in Boston als achtes von neun Kindern geboren. Mit seinen Geschwistern wuchs er in Dorchester auf, einem von einer Vielzahl ethnischer Gruppen besiedelten Arbeiterviertel von Boston mit hoher Kriminalitätsrate. Trotz der ganztägigen Berufstätigkeit der Eltern lebte die Familie an der Armutsgrenze. Ihre Ehe wurde 1982 geschieden. Wahlberg besuchte zunächst die Trotter School und wechselte im weiteren Verlauf auf die Phillis Wheatley High School, die im Rahmen eines Integrationsprojekts überwiegend mittellose afroamerikanische Schüler unterrichtete.

### Karriere im Musikgeschäft

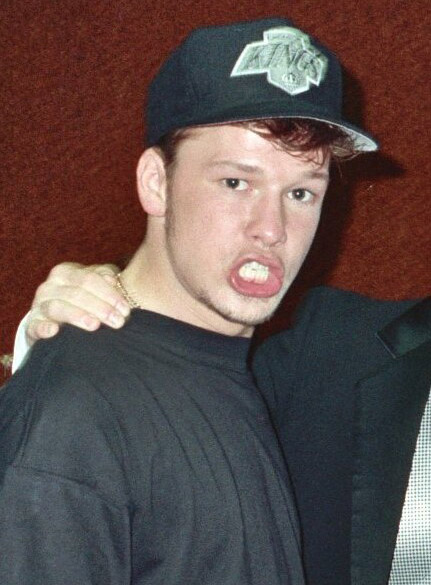
Donnie Wahlberg (1990)

Früh entwickelte Wahlberg Interesse an Rap und Breakdance und inszenierte als Jugendlicher auf den Straßen Tanzdarbietungen, um Geld zu verdienen. So wurde er 1984 im Alter von 14 Jahren als erstes Mitglied der Popgruppe New Kids on the Block entdeckt, die Ende der 1980er und Anfang der 1990er Jahre zu den populärsten und höchstbezahlten Entertainern der Welt zählte.
Der Erfolg führte Wahlberg in zahlreiche Länder der USA, Europa, Australien und Asien. Um der in Japan erfolgreichen Sängerin Seiko Matsuda in den USA und Europa zu größerer Bekanntheit zu verhelfen, veröffentlichte er mit ihr 1990 das Duett The Right Combination und landete einen Hit.
In die Schlagzeilen geriet Wahlberg, als er im März 1991 in Louisville, Kentucky der Brandstiftung bezichtigt und von der Polizei verhaftet wurde. Er bestritt die ihm vorgeworfene Tat, einen Teppich im renommierten Seelbach Hotel vorsätzlich mit einem Molotowcocktail angezündet zu haben. In widersprüchlichen Meldungen der Boulevardpresse wurde Wahlberg angelastet, er habe zum einen den Korridor des Hotels, zum anderen ein Zimmer in Brand gesteckt.
Der Vorwurf wurde jedoch entschärft und schließlich fallengelassen, nachdem sich Wahlberg dazu bereiterklärt hatte, Jugendliche im Rahmen von Fernsehwerbespots öffentlich über Brandschutz zu informieren sowie vor Drogenmissbrauch und Trunkenheit am Steuer zu warnen. Der Freispruch erfolgte im April 1991. In der 2001 ausgestrahlten Dokumentation New Kids on the Block E! Hollywood True Story berichteten die Mitglieder Jonathan und Jordan Knight, Wahlberg habe seinerzeit lediglich den Inhalt eines Feuerlöschers versprüht. Der weiße Rauch habe die Hotelgäste in Panik versetzt und zu falschen Schlussfolgerungen geführt.
Um seinem jüngeren Bruder Mark ein Leben jenseits der Kriminalität zu ermöglichen, finanzierte ihm Wahlberg 1991 ein eigenes Musikprojekt und verhalf ihm zu einem Plattenvertrag bei Interscope Records. Zudem produzierte er sein Debütalbum Music for the People, das in den USA Platin-Status erzielte. Die Auftaktsingle Good Vibrations belegte in den USA, in der Schweiz und in Schweden die Spitzenposition der Charts und wurde ebenso wie die im Anschluss ausgekoppelte Single Wildside mit Gold ausgezeichnet. 1992 produzierte er mit You Gotta Believe auch das Nachfolgealbum der Formation sowie das Fitnessvideo seines Bruders The Marky Mark Workout: Form … Focus … Fitness.
Knapp fünfzehn Jahre nach ihrem letzten gemeinsamen öffentlichen Auftritt initiierte Wahlberg 2008 die Wiedervereinigung der New Kids on the Block. Das Album The Block stieg auf Platz zwei in die US-amerikanische Hitparade Billboard 200 ein und erreichte die Höchstposition in Kanada sowie in den U.S. Top Pop Album und Billboard Top Internet Album Charts. Seitdem bestritt er mit der Gruppe regelmäßig Konzerttourneen durch die USA und Europa, 2012 traten sie zudem in Australien und Indonesien auf.
2021 fungierte Wahlberg in der fünften Staffel der US-amerikanischen Version von The Masked Singer als Cluedle-Doo. Er präsentierte dem Rateteam über die Staffel verteilt in einem Hahn-Kostüm Hinweise zu den Kandidaten, trat im Halbfinale selbst auf und wurde anschließend demaskiert. In einer Folge der neunten Staffel wurde Wahlberg vom Juror Ken Jeong in einem Kostüm vermutet, saß aber stattdessen im Publikum. Im Viertelfinale der 13. Staffel hatte er einen weiteren Gastauftritt.

### Karriere im Filmgeschäft

#### 1990er Jahre
Nach der vorläufigen Trennung der New Kids im Jahr 1994 konzentrierte sich Wahlberg auf die Filmindustrie. 1996 debütierte er in seiner ersten Kinoproduktion neben Gary Sinise und Mel Gibson als gutherziger Kleinganove Cubby Barnes in Ron Howards Kopfgeld. Nach einer Reihe von Fernsehfilmen übernahm er in Southie – Terror in South Boston seine erste Hauptrolle. Besondere Aufmerksamkeit erlangte Wahlberg 1999 in M. Night Shyamalans Psycho-Thriller The Sixth Sense, der zugleich seinen Durchbruch als Filmschauspieler bedeutete. Für die Rolle des psychischen Wracks Vincent Grey, der in einer Schlüsselszene als ehemaliger Patient des von Bruce Willis verkörperten Kinderpsychologen auftritt, verlor Wahlberg 22 kg an Körpergewicht. Nachdem er noch wenige Monate zuvor mit athletischer Figur in der Öffentlichkeit zu sehen war, erkannten ihn weder der Regisseur noch die Kinozuschauer wieder. Für seine Darstellung erhielt Wahlberg eine Vielzahl positiver Kritiken.

#### 2000er-Jahre

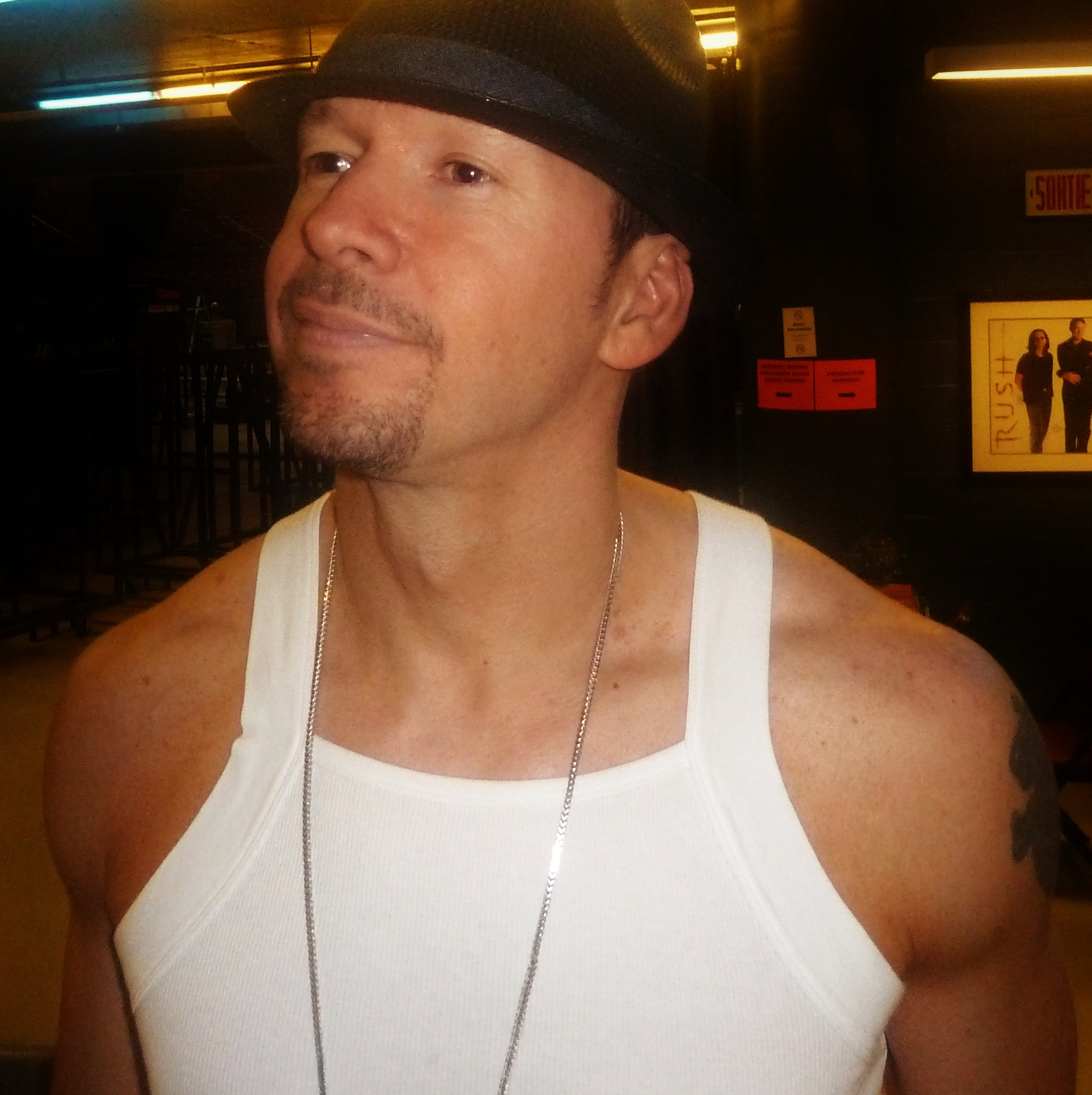
Donnie Wahlberg (2011)

In den folgenden Jahren wirkte Wahlberg in weiteren Filmen und Serien mit, darunter in der zehnteiligen Fernsehproduktion Band of Brothers – Wir waren wie Brüder (2001) als Second Lieutenant C. Carwood Lipton sowie in der für den Emmy nominierten und mit dem Golden Satellite Award ausgezeichneten Serie Boomtown (2002) als Hauptdarsteller Det. Joel Stevens. In der Rolle des geistig behinderten und an Leukämie erkrankten Duddits im Horrorfilm Dreamcatcher stellte Wahlberg 2003 erneut eine Figur dar, die ihn optisch in einer Weise entstellte, in der er für viele Zuschauer nicht wiederzuerkennen war.
2005 spielte Wahlberg in der Hauptrolle des Det. Eric Matthews in Saw II sowie in den beiden Fortsetzungen Saw III und Saw IV der Horror-Thriller Reihe. In Saw V taucht er ebenfalls in einer Rückblende auf. Nach weiteren Engagements in US-amerikanischen Filmen und Fernsehserien war Wahlberg 2008 an der Seite von Robert De Niro und Al Pacino in Kurzer Prozess – Righteous Kill zu sehen. Im selben Jahr spielte er in What Doesn’t Kill You neben Ethan Hawke und Mark Ruffalo, zudem fungierte er in dieser Produktion als Drehbuchautor. Einen Gastauftritt mit allen Mitgliedern der New Kids on the Block absolvierte Wahlberg 2008 in Til Schweigers Mittelalterkomödie 1½ Ritter – Auf der Suche nach der hinreißenden Herzelinde.
Seit 2010 spielt Wahlberg in der CBS-Fernsehserie Serie Blue Bloods – Crime Scene New York in einer Hauptrolle an der Seite von Tom Selleck den Detective Danny Reagan.
Im Gegensatz zu anderen Schauspielern hat Wahlberg keinen festen Synchronsprecher. In seinen letzten Filmen und in seiner Serienrolle in Blue Bloods wurde er meist von Torsten Michaelis gesprochen.

### Weitere Betätigungsfelder
2006 las Wahlberg das Hörbuch Prince of Thieves des US-amerikanischen Autors Chuck Hogan. 2008 synchronisierte er die Figur Shepard in dem von Touchstone Pictures entwickelten Videospiel Turok. Gemeinsam mit seinen Brüdern Mark und Paul leitet Donnie Wahlberg seit August 2011 das Restaurant Wahlburgers in Hingham, Massachusetts.

## Privatleben
Wahlberg war ab 1991 mit der Tonmeisterin Kimberly Fey liiert und heiratete sie im August 1999. Aus der Beziehung gingen zwei Söhne hervor (* 1993 und * 2001). Im Jahr 2008 wurde die Scheidung bekanntgegeben. Seit Juli 2013 ist er in einer Beziehung mit Jenny McCarthy, die er im August 2014 in St. Charles, Illinois heiratete.

## Filmografie (Auswahl)
- 1996: Kopfgeld – Einer wird bezahlen (Ransom)
- 1996: Bullet – Auge um Auge (Bullet)
- 1997: Black Witch Project (Black Circle Boys)
- 1998: Tod eines Showgirls (Butter, Alternativtitel Never 2 Big)
- 1998: U-Bahn-Inferno – Terroristen im Zug (The Taking of Pelham One Two Three)
- 1998: Southie – Terror in South Boston (Southie)
- 1998: Body Count – Flucht nach Miami (Body Count)
- 1999: Showdown auf dem Weg zur Hölle (Purgatory)
- 1999: The Sixth Sense
- 2000: Diamond Men
- 2000: Practice – Die Anwälte (The Practice, Fernsehserie)
- 2001: Bullfighter
- 2001: Triggermen
- 2001: UC: Undercover (Fernsehserie)
- 2001: Big Apple (Fernsehserie)
- 2001: Band of Brothers – Wir waren wie Brüder (Band of Brothers, Miniserie)
- 2002: Boomtown (Fernsehserie)
- 2003: Dreamcatcher
- 2005: Marilyn Hotchkiss Ballroom Dancing & Charm School
- 2005: N.Y. – 70
- 2005: Saw II
- 2006: The Path to 9/11 – Wege des Terrors (The Path to 9/11, Miniserie)
- 2006: Saw III
- 2006: Annapolis – Kampf um Anerkennung (Annapolis)
- 2006: Runaway (Fernsehserie)
- 2007: Kings of South Beach
- 2007: Dead Silence
- 2007: Saw IV
- 2007: The Kill Point (Fernsehserie)
- 2008: Saw V
- 2008: Kurzer Prozess – Righteous Kill (Righteous Kill)
- 2008: What Doesn’t Kill You
- 2008: 1½ Ritter – Auf der Suche nach der hinreißenden Herzelinde
- 2010: Rizzoli & Isles (Fernsehserie, 2 Folgen)
- 2010: In Plain Sight – In der Schusslinie (In Plain Sight, Fernsehserie, eine Folge)
- 2010–2024: Blue Bloods – Crime Scene New York (Fernsehserie, 293 Episoden)
- 2011: Der Zoowärter (Zookeeper)
- 2013: Boston’s Finest (Fernsehserie, Erzähler im Original)
- 2014–2019: Wahlburgers (Fernsehserie)

## Videospiel
- 2008: Turok (Shepard Synchronisation)

## Quelle
- Robin McGibbon: New Kids on the Block: Die ganze Geschichte der jüngsten Supergruppe der Welt, ISBN 978-3-442-41121-4